# Янішув (Опольський повіт)
Янішув (пол. Janiszów) — село в Польщі, у гміні Лазіська Опольського повіту Люблінського воєводства.
Населення — 202 особи (2011).
У 1975-1998 роках село належало до Люблінського воєводства.

## Демографія
Демографічна структура станом на 31 березня 2011 року:
|          | Загалом | Допрацездатний вік | Працездатний вік | Постпрацездатний вік |
| -------- | ------- | ------------------ | ---------------- | -------------------- |
| Чоловіки | 103     | 27                 | 60               | 16                   |
| Жінки    | 99      | 23                 | 51               | 25                   |
| Разом    | 202     | 50                 | 111              | 41                   |